# Département Lippe

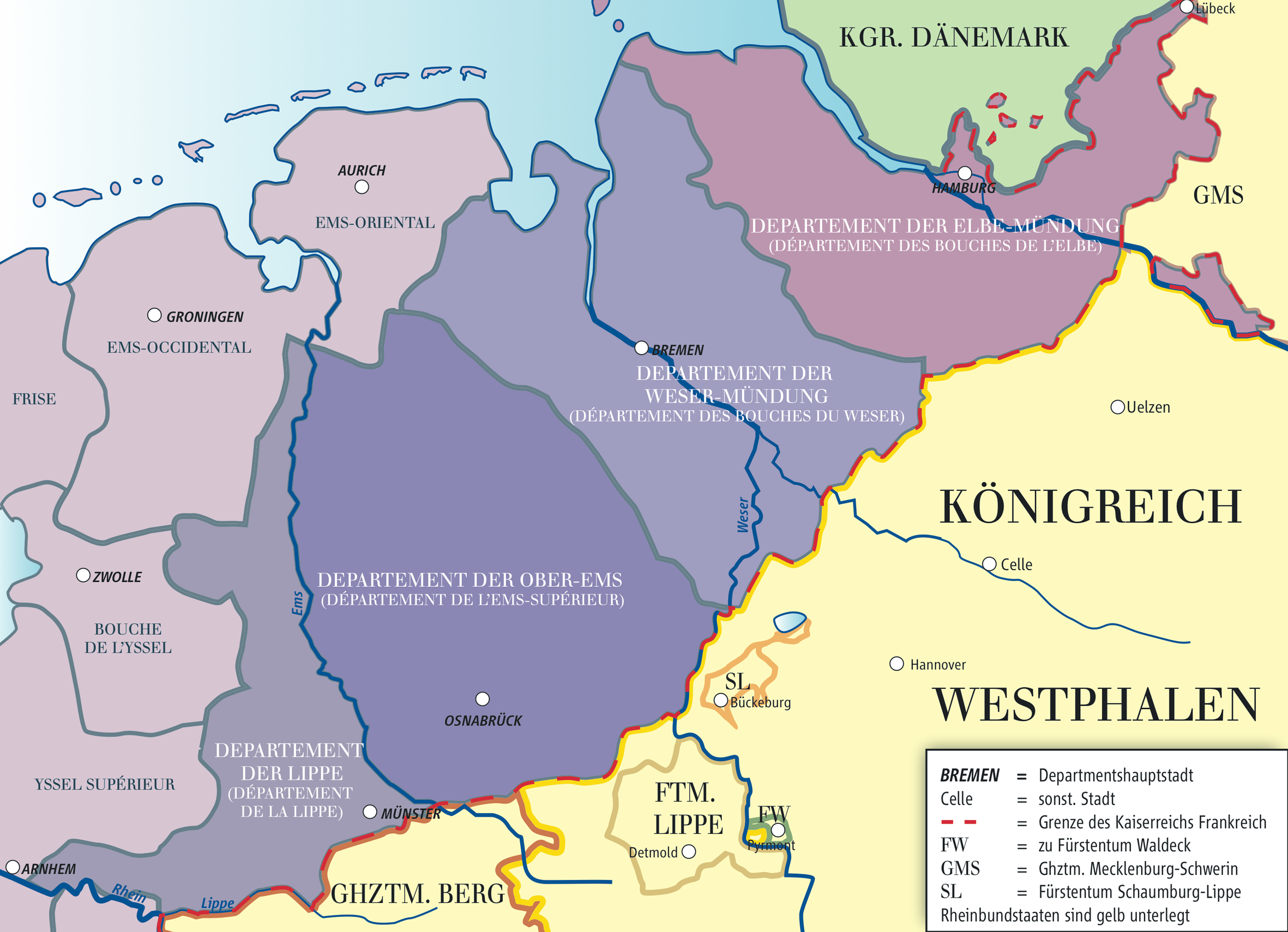
Die „Hanseatischen Departements“

Das Departement Lippe (französisch Département de la Lippe) wurde am 27. April 1811 als französischer Verwaltungsbezirk nordöstlich des Rheins, nördlich der Lippe und westlich der Ems gebildet, nachdem Frankreich im Dezember 1810 zur Durchsetzung der Kontinentalsperre die Annexion des Fürstentums Salm, des Herzogtums Arenberg-Meppen und von nördlich der Lippe gelegenen Teilen des Großherzogtums Berg beschlossen hatte. Es bestand bis November 1813.
Seinen Namen erhielt das Departement nach dem Fluss Lippe an seiner Südgrenze zum Großherzogtum Berg, das durch die Annexion seiner nördlichen Landesteile erheblich verkleinert wurde.
Gebildet wurde das Departement aus folgenden Gebieten:
- rechtsrheinische Teile des ehemaligen Herzogtums Kleve, die seit 1806 zum Großherzogtum Berg gehört hatten,
- die ehemaligen Herrschaften Anholt und Gemen sowie die vormaligen Ämter Bocholt und Ahaus des Hochstifts Münster, die seit 1803 zum Fürstentum Salm gehört hatten,
- das vormalige Amt Dülmen des Hochstifts Münster (ab 1803 Grafschaft Dülmen), das seit 1806 zum Herzogtum Arenberg-Meppen gehört hatte,
- die ehemaligen Grafschaften Bentheim und Steinfurt sowie das vormalige Amt Horstmar des Hochstifts Münster (ab 1803 Grafschaft Salm-Horstmar), die seit 1806 bzw. 1808 zum Großherzogtum Berg gehört hatten,
- die übrigen Gebiete des ehemaligen Hochstifts Münster nördlich der Lippe bzw. einer Linie von Haltern bis Telgte, die als Erbfürstentum Münster zwischenzeitlich dem Königreich Preußen und ab 1808 zum Großherzogtum Berg gehört hatten.

Nur für eine kurze Übergangszeit waren diese Gebiete per französischem Dekret vom 26. Dezember 1810 den Arrondissements Münster und Rees, Departement Ober-Yssel (Département Yssel-Supérieur), dem  Arrondissement Steinfurt, Departement Yssel-Mündung (Département Bouches-de-l’Yssel), und dem Arrondissement Neuenhaus, Departement West-Ems (Département Ems-Occidental) zugeordnet und der Gerichtsbarkeit des Kaiserlichen Gerichtshof in Lüttich zugeteilt worden.
Hauptstadt war Münster. Das neue Département de la Lippe wurde in vier Arrondissements mit insgesamt 22 Kantonen unterteilt, die wiederum in Mairien (Bürgermeistereien) untergliedert waren:
| Arrondissement | Kanton     | Mairien (Bürgermeistereien)                                        |
| -------------- | ---------- | ------------------------------------------------------------------ |
| Münster        | Dülmen     | Buldern, Dülmen, Lette, Senden                                     |
| Münster        | Haltern    | Haltern, Lembeck, Reken, Seppenrade                                |
| Münster        | Münster    | Münster                                                            |
| Münster        | Nottuln    | Havixbeck, Nottuln, Rorup, Roxel                                   |
| Münster        | Mauritz    | Mauritz, Nienberge, Telgte, Wolbeck                                |
| Neuenhaus      | Bentheim   | Bentheim, Emsbüren, Gildehaus, Schüttorf                           |
| Neuenhaus      | Heede      | Heede, Rhede                                                       |
| Neuenhaus      | Neuenhaus  | Emlichheim, Kleinringe, Neuenhaus, Uelsen, Veldhausen, Wilsum      |
| Neuenhaus      | Nordhorn   | Nordhorn, Schepsdorf, Wietmarschen                                 |
| Neuenhaus      | Wesuwe     | Hesepe, Wesuwe                                                     |
| Rees           | Bocholt    | Anholt, Bocholt, Dingden, Liedern, Rhede                           |
| Rees           | Borken     | Borken, Gemen, Heiden, Marbeck, Raesfeld, Ramsdorf, Velen, Weseke  |
| Rees           | Emmerich   | Elten, Emmerich, Vrasselt                                          |
| Rees           | Rees       | Haldern, Isselburg, Rees                                           |
| Rees           | Ringenberg | Ringenberg, Schermbeck                                             |
| Rees           | Stadtlohn  | Gescher, Stadtlohn, Südlohn                                        |
| Steinfurt      | Ahaus      | Ahaus, Ammeloe, Ottenstein, Vreden, Wessum                         |
| Steinfurt      | Billerbeck | Billerbeck, Darfeld, Laer                                          |
| Steinfurt      | Coesfeld   | Coesfeld, Gaupel, Legden, Osterwick                                |
| Steinfurt      | Ochtrup    | Gronau, Metelen, Nienborg, Ochtrup                                 |
| Steinfurt      | Rheine     | Emsdetten, Mesum, Neuenkirchen, Rheine, Wettringen                 |
| Steinfurt      | Steinfurt  | Altenberge, Borghorst, Horstmar, Nordwalde, Schöppingen, Steinfurt |

Der Präfekt war von 1811 bis 1813 Jean Charles Victorin de Lasteyrie du Saillant (seit 1810 Comte du Saillant), mit dem Titel Kammerherr (Camerarius, frz. chambellan), ab 1813 der Comte Dusaillaux.
Nach der Niederlage Napoleons I. in der Völkerschlacht bei Leipzig wurde das Departement 1814 zwischen den Königreichen Hannover und Preußen aufgeteilt.